# Amata thoracica
Amata thoracica är en fjärilsart som beskrevs av Moore 1877. Amata thoracica ingår i släktet Amata och familjen björnspinnare. Inga underarter finns listade i Catalogue of Life.